# Kinesisk dværgvagtel
Kinesisk dværgvagtel (coturnix chinensis) er den mindste vagtelart, der findes. Der findes 10 underarter af den kinesiske dværgvagtel.
Vagtlen kommer i flere forskellige farvevarianter: Blå, brun, sølv, hvid, hvidbrun, grå eller blandet grå, hvid, brun og blå. Men de har altid orange ben og fødder. Hvis man passer godt på dem, kan de leve i op til 13 år, men de lever normalt kun 5-7 år. 
Vilde vagtelhøner lægger 5 til 13 æg, før de udruger dem, udrugningen tager fra 16 dage. Kyllingerne ligner hønsekyllinger, de er blot mindre. 
Den kinesiske dværgvagtel er en meget populær hobbyfugl eftersom omkostningerne ved at passe dem er små og dertil er de nemme at passe. Hvis de får det rigtige foder, kan hunnerne lægge et æg om dagen. 